# Perideridia pringlei
Perideridia pringlei är en flockblommig växtart som först beskrevs av John Merle Coulter och Joseph Nelson Rose, och fick sitt nu gällande namn av Aven Nelson och James Francis Macbride. Perideridia pringlei ingår i släktet Perideridia och familjen flockblommiga växter. Inga underarter finns listade i Catalogue of Life.